# Shu Bre Express - Mixtape Vol. 1
Mixtape Vol. 1 utkom 2008 och är ett mixtape som släpps av Ken Ring mixat av DJ 2Much.

## Spårlista
1. Shu Bre Express - Bengen Spanar (Prod. K. J.)
2. Sam-E & Allyawan - Gangstern
3. Allyawan - Da Incredible
4. Alibi - Upp!
5. Alibi -  Tong Till Betong
6. Medina - Haffla Music
7. Million Styles - Everyday
8. Allyawan - Moderland
9. Alibi - Engla
10. Sam-E - Så Mycket Att Säga
11. Palestine - Idak Fi Sama
12. Allyawan - Ta Mig Dit
13. Sam-E - Mitt Snack Om Livet
14. Sam-E - Skills
15. Medina - Slåss Tillbaka
16. Medina - Så Det E
17. Kaliffa - Weed
18. Allyawan - Jag E Hustlare
19. Ken Ring - Längst Bak